# وزارة السياحة والصناعات التقليدية (الجزائر)
المخطط الخماسي للشراكة السياحية الجزائرية التونسية 2030/2025
المخطط الخماسي للشراكة  السياحية الجزائرية التونسية 2030/2025 
وزارة السياحة والصناعات التقليدية الجزائرية، هي الفرع الوزاري في الحكومة الجزائرية المكلف بالسياحة والصناعات التقليدية.

## الوزراء
| الترتيب | الوزير | الوزير              | الحزب | الحكومة                                                                                              | تواريخ العهدة  | تواريخ العهدة     | ملاحظات                                             |
| ------- | ------ | ------------------- | ----- | --- | -------------- | ----------------- | --------------------------------------------------- |
| 1       |        | عبد العزيز بوتفليقة | ج.ت.و | حكومة بن بلة الأولى                                                                                  | 27 سبتمبر 1962 | 18 سبتمبر 1963    | وزير الشباب والرياضة والسياحة                       |
| 2       |        | أحمد قايد           | ج.ت.و | حكومة بن بلة الثانية                                                                                 | 18 سبتمبر 1963 | 2 ديسمبر 1964     | وزير السياحة                                        |
| 3       |        | عمار أوزقان         | ج.ت.و | حكومة بن بلة الثالثة                                                                                 | 2 ديسمبر 1964  | 19 يونيو 1965     | وزير السياحة                                        |
| 4       |        | عبد العزيز معاوي    | ج.ت.و | حكومة بومدين الثانية حكومة بومدين الثالثة                                                            | 10 يوليو 1965  | 23 أبريل 1977     | وزير السياحة                                        |
| 5       |        | عبد الغني العقبي    | ج.ت.و | حكومة بومدين الرابعة                                                                                 | 23 أبريل 1977  | 8 مارس 1979       | وزير السياحة                                        |
| 6       |        | عبد المجيد علاهم    | ج.ت.و | حكومة عبد الغاني الأولى حكومة عبد الغاني الثانية حكومة عبد الغاني الثالثة                            | 8 مارس 1979    | 22 يناير 1984     | وزير السياحة                                        |
| 7       |        | عبد المجيد مزيان    | ج.ت.و | حكومة الإبراهيمي الأولى حكومة الإبراهيمي الثانية                                                     | 22 يناير 1984  | 9 نوفمبر 1988     | وزير الثقافة والسياحة                               |
| 8       |        | عبد الوهاب بكلي     | ج.ت.و | حكومة عبد السلام                                                                                     | 19 يوليو 1992  | 21 أغسطس 1993     | وزير السياحة والصناعات التقليدية                    |
| 9       |        | محمد بن سالم        | ج.ت.و | حكومة سيفي الأولى حكومة سيفي الثانية                                                                 | 15 أبريل 1994  | 31 ديسمبر 1995    | وزير السياحة والصناعات التقليدية                    |
| 10      |        | عبد العزيز بن مهيدي | ج.ت.و | حكومة أويحيى الأولى                                                                                  | 31 ديسمبر 1995 | 24 يونيو 1997     | وزير السياحة والصناعات التقليدية                    |
| 11      |        | عبد القادر بن قرينة | ج.ت.و | حكومة أويحيى الأولى حكومة حمداني                                                                     | 24 يونيو 1997  | 23 ديسمبر 1999    | وزير السياحة والصناعات التقليدية                    |
| 12      |        | لخضر ضرباني         | ج.ت.و | حكومة بن بيتور حكومة بن فليس الأولى حكومة بن فليس الثانية حكومة بن فليس الثالثة حكومة أويحيى الثالثة | 23 ديسمبر 1999 | 4 أكتوبر 2003     | وزير السياحة والصناعات التقليدية                    |
| 13      |        | نور الدين بونوار    | ج.ت.و | حكومة أويحيى الثالثة                                                                                 | 4 أكتوبر 2003  | 19 أفريل 2004     | وزير السياحة والصناعات التقليدية                    |
| 14      |        | محمد الصغير قارة    | ج.ت.و | حكومة أويحيى الرابعة                                                                                 | 19 أفريل 2004  | 1 مايو 2005       | وزير السياحة                                        |
| 15      |        | نور الدين موسى      | ج.ت.و | حكومة أويحيى الخامسة حكومة بلخادم الأولى                                                             | 1 مايو 2005    | 4 يونيو 2007      | وزير السياحة                                        |
| 16      |        | شريف رحماني         | ت.و.د | حكومة بلخادم الثانية حكومة أويحيى السادسة حكومة أويحيى السابعة حكومة أويحيى الثامنة                  | 4 يونيو 2007   | 28 مايو 2010      | وزير التهيئة العمرانية والبيئة والسياحة             |
| 17      |        | اسماعيل ميمون       | ح.م.س | حكومة أويحيى التاسعة                                                                                 | 28 مايو 2010   | 3 سبتمبر 2012     | وزير السياحة والصناعات التقليدية                    |
| 18      |        | محمد بن مرادي       | ج.ت.و | حكومة سلال الأولى                                                                                    | 3 سبتمبر 2012  | 11 سبتمبر 2013    | وزير السياحة والصناعات التقليدية                    |
| 19      |        | محمد أمين حاج سعيد  | ج.ت.و | حكومة سلال الثانية                                                                                   | 11 سبتمبر 2013 | 13 مارس 2014      | وزير السياحة والصناعات التقليدية                    |
| 20      |        | نورية يمينة زرهوني  | ج.ت.و | حكومة سلال الثالثة                                                                                   | 5 مايو 2014    | 14 مايو 2015      | وزيرة السياحة والصناعات التقليدية                   |
| 21      |        | عمار غول            | ت.ا.ج | حكومة سلال الرابعة                                                                                   | 14 مايو 2015   | 11 يونيو 2016     | وزير التهيئة العمرانية والسياحة والصناعات التقليدية |
| 22      |        | عبد الوهاب نوري     | ج.ت.و | حكومة سلال الخامسة                                                                                   | 11 يونيو 2016  | 25 مايو 2017      | وزير التهيئة العمرانية والسياحة والصناعات التقليدية |
| 23      |        | حسن مرموري          | ج.ت.و | حكومة تبون حكومة أويحيى العاشرة                                                                      | 12 يوليو 2017  | 4 أفريل 2018      | وزير السياحة والصناعات التقليدية                    |
| 24      |        | عبد القادر بن مسعود | ج.ت.و | حكومة أويحيى العاشرة حكومة بدوي                                                                      | 4 أفريل 2018   | 2 يناير 2020      | وزير السياحة والصناعات التقليدية                    |
| 23      |        | حسن مرموري          | ج.ت.و | حكومة جراد                                                                                           | 2 يناير 2020   | 23 يونيو 2020     | وزير السياحة والصناعات التقليدية والعمل العائلي     |
| 24      |        | ياسين حمادي         | ج.ت.و | حكومة بن عبد الرحمان                                                                                 | 7 يوليو 2021   | لا يزال في المنصب | وزير السياحة والصناعات التقليدية                    |

## المحميات الطبيعية العالمية في الجزائر

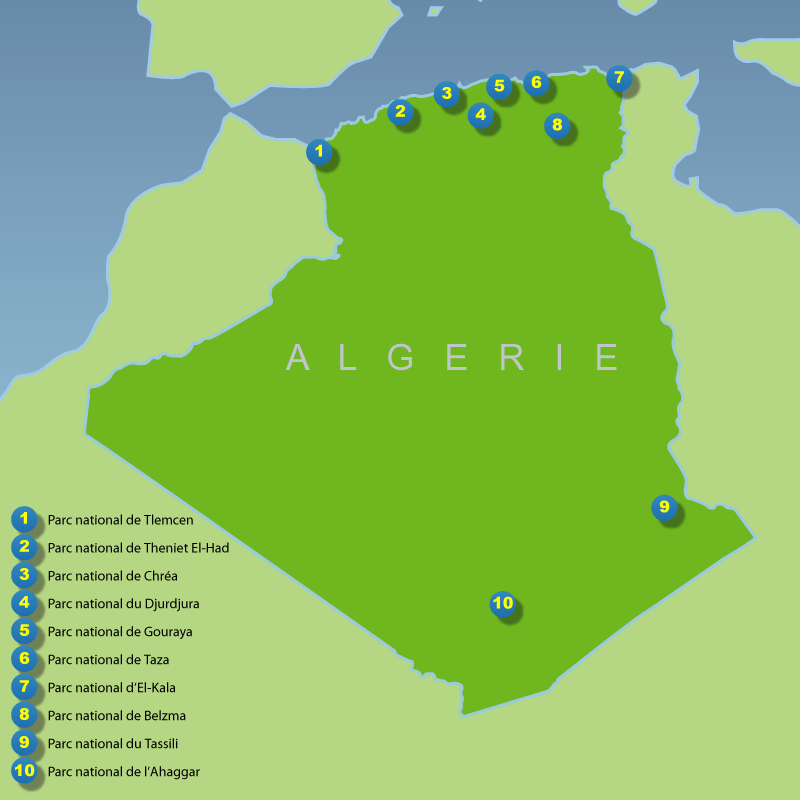
مناطق المحميات والحظائر الجزائرية

تضم الجزائر محميات وحظائر وطنية كثيرة جدا ومتنوعة بالنظر للمساحة الشاسعة للبلاد من بين هذه المواقع الطبيعية توجد إلى حد الآن 10 محميات طبيعية تنتمي إلى التراث الطبيعي العالمي المحمي دوليا من طرف منظمة اليونيسكو (كما تبقى مجموعة معتبرة من الحظائر الوطنية مرشحة لتصبح محميات عالمية)، وقد تم تصنيف هذه المواقع نظراً لاستيفائها مجموعة من الشروط كتوفر نظام بيئي مميز عن المناطق المجاورة _ تواجد عدد معين من الكائنات النادرة _ تنوع الغطاء النباتي أو البنيات الجيولوجية بالنسبة للمناطق الصحراوية وغيرها، سنتطرق اليوم إلى أسماء المحميات بدون تفصيل لأننا سنفصل بإذن الله في مواضيع لاحقة.
- محمية القالة (ولاية الطارف)

وهي من أجمل محميات الجزائر تضم ثلاث بحيرات، غابات وشواطئ وتلقب بمدينة المرجان
- محمية تازا (ولاية جيجل)

تضم بحيرات وغابات كثيفة وأقاليم ساحلية متنوعة
- محمية قورايا (ولاية بجاية)

محمية غابية تضم جبال قورايا التي تعانق مياه البحر الأبيض المتوسط
- محمية جرجرة (ولاية تيزي وزو)

تضم جبال جرجرة التي تعد من أجمل جبال العالم تكسوها الثلوج من بداية فصل الخريف إلى نهاية فصل الربيع
- محمية تلمسان (ولاية تلمسان)

تضم غابات وشلالات الاوريط بالإضافة إلى مغارات بني عاد
- محمية بلزمة (ولاية باتنة)

تضم سهل شاسع يتخلله واد وهضاب متفرقة تتميز بغطاء نباتي متنوع
- محمية ثنية الحد (ولاية تيسمسيلت)

تضم غابة كثيفة من أشجار الأرز وأنواع أخرى تتوسطها بحيرة صغيرة
- محمية الشريعة (ولاية البليدة)

من أجمل المحميات الثلجية في الجزائر تكسوها الثلوج معظم أوقات السنة وتحتوي على شاليهات للكراء وأماكن لممارسة رياضات التزحلق
- محمية الهقار (ولاية تمنراست)

تضم سلسلة جبال الهقار التي تتوسط الرمال وتوجد بها أعلى قمة جبلية في الجزائر وهي قمة تاهات أتاكور
- محمية الطاسيلي (ولاية إليزي)

تقع على الحدود الليبية النيجيرية 
أول محمية عالمية في الجزائر تضم كهوف التاسيلي الشهيرة المرشحة ضمن عجائب الدنيا مؤخرًا والتي يحج إليها العلماء من كل أنحاء العالم لمحاولة فك ألغازها كما تضم مدينة سيفار الحجرية التي تصنف كأكبر متحف أثري في العالم بالإضافة إلى مدينة جانيت التي تحتوي أجمل شروق وغروب شمس في العالم حسب منظمة السياحة العالمية يمكن اعتبارها أنشط منطقة سياحية في الجزائر.